# Qualificazioni al campionato europeo femminile di calcio 2022 - Fase a gironi, gruppo E
Il gruppo E delle qualificazioni al campionato europeo femminile di calcio 2022 è composto da cinque squadre: Scozia, Finlandia, Portogallo, Albania e Cipro. La composizione dei sette gruppi di qualificazione della sezione UEFA è stata sorteggiata il 21 febbraio 2019.

## Formula
Le cinque squadre si affrontano in un girone all'italiana con partite di andata e ritorno, per un totale di 8 partite. La squadra prima classificata si qualifica direttamente alla fase finale del torneo, mentre la seconda classificata si qualifica direttamente alla fase finale solo se è tra le migliori tre seconde dei nove gruppi di qualificazione, altrimenti accede ai play-off qualificazione.
In caso di parità di punti tra due o più squadre di uno stesso gruppo, le posizioni in classifica verranno determinate prendendo in considerazione, nell'ordine, i seguenti criteri:
1. maggiore numero di punti negli scontri diretti tra le squadre interessate (classifica avulsa);
2. migliore differenza reti negli scontri diretti tra le squadre interessate (classifica avulsa);
3. maggiore numero di reti segnate negli scontri diretti tra le squadre interessate (classifica avulsa);
4. maggiore numero di reti segnate in trasferta negli scontri diretti tra le squadre interessate (classifica avulsa), valido solo per il turno di qualificazione a gironi;
5. se, dopo aver applicato i criteri dall'1 al 4, ci sono squadre ancora in parità di punti, i criteri dall'1 al 4 si riapplicano alle sole squadre in questione. Se continua a persistere la parità, si procede con i criteri dal 6 all'11;
6. migliore differenza reti;
7. maggiore numero di reti segnate;
8. maggiore numero di reti segnate in trasferta;
9. maggiore numero di vittorie nel girone;
10. maggiore numero di vittorie in trasferta nel girone;
11. classifica del fair play;
12. posizione nel ranking UEFA in fase di sorteggio.

## Classifica
| Pos | Squadra    | Pt | G | V | N | P | GF | GS | DR  |
| --- | ---------- | -- | - | - | - | - | -- | -- | --- |
| 1.  | Finlandia  | 22 | 8 | 7 | 1 | 0 | 24 | 2  | +22 |
| 2.  | Portogallo | 19 | 8 | 6 | 1 | 1 | 10 | 2  | +8  |
| 3.  | Scozia     | 12 | 8 | 4 | 0 | 4 | 26 | 5  | +21 |
| 4.  | Albania    | 6  | 8 | 2 | 0 | 6 | 7  | 21 | -14 |
| 5.  | Cipro      | 0  | 8 | 0 | 0 | 8 | 0  | 37 | -37 |

## Risultati
| Arbitro: | Ferrieri Caputi |

|                                                               |           |  |
| Emslie 11’ Little 20’, 40’, 61’, 83’, 88’ Ross 52’ Weir 90+1’ | Marcatori |  |

| Arbitro: | Ruzanna Petrosyan |

|  |           |                                 |
|  | Marcatori | 10’, 38’ Sällström 26’ Kollanen |

| Arbitro: | Ruzanna Petrosyan |

|  |           |              |
|  | Marcatori | 16’ J. Silva |

| Arbitro: | Katalin Sipos |

|                                                                                |           |                   |
| Westerlund 2’ Kollanen 9’ Franssi 17’ Öling 19’ Sällström 35’, 75’, 89’, 90+4’ | Marcatori | 77’ (aut.) Kuikka |

| Arbitro: | Zuzana Valentová |

|                                                    |           |  |
| Sällström 36’ Alanen 45+1’ Kuikka 59’ Koivisto 79’ | Marcatori |  |

| Arbitro: | Emilie Dokset |

|  |           |                                                         |
|  | Marcatori | 15’ Emslie 24’ Ross 59’ Cuthbert 64’ Godfrey 77’ Murray |

| Arbitro: | Cheryl Foster |

|                 |           |               |
| Neto 32’ (rig.) | Marcatori | 90’ Sällström |

| Arbitro: | Jelena Jermolajeva |

|  |           |                              |
|  | Marcatori | 33’ (rig.) Doçi 65’ Bajramaj |

| Arbitro: | Michalina Diakow |

|  |           |                                     |
|  | Marcatori | 19’ Neto 56’ Di. Silva 90+1’ Capeta |

| Arbitro: | Karoline Wacker |

|                                             |           |  |
| Corsie 37’ Bajraktari 76’ (aut.) Weir 90+3’ | Marcatori |  |

| Arbitro: | Esther Staubli |

|              |           |  |
| Summanen 49’ | Marcatori |  |

| Arbitro: | Henrikke Nervik |

|                         |           |  |
| Charalambous 61’ (aut.) | Marcatori |  |

| Arbitro: | Jelena Cvetković |

|                                                     |           |  |
| Jashari 18’ Doçi 80’ (rig.) Gjini 86’ Maksuti 90+1’ | Marcatori |  |

| Arbitro: | Ivana Martinčić |

|            |           |  |
| Borges 69’ | Marcatori |  |

| Arbitro: | Olga Zadinová |

|            |           |  |
| Capeta 57’ | Marcatori |  |

| Arbitro: | Katalin Kulcsár |

|  |           |                |
|  | Marcatori | 90+5’ Rantanen |

| Arbitro: | Riem Hussein |

|  |           |                                                                                         |
|  | Marcatori | 11’, 35’, 57’ Arnot 23’, 71’ Thomas 26’ Weir 29’ Hanson 65’ Emslie 70’ (rig.), 74’ Ross |

| Arbitro: | Kateryna Monzul' |

|                 |           |  |
| Sällström 90+3’ | Marcatori |  |

| Arbitro: | Sara Persson |

|  |           |                           |
|  | Marcatori | 27’ Capeta 90+2’ F. Pinto |

| Arbitro: | Rebecca Welch |

|  |           |                                                             |
|  | Marcatori | 4’ Koivisto 6’ Sällström 12’ Engman 31’ Collin 90+3’ Kemppi |

## Statistiche

### Classifica marcatrici
10 reti
- Linda Sällström

5 reti
- Kim Little

4 reti
- Jane Ross (1 rig.)

3 reti
- Ana Capeta
- Elizabeth Arnot

- Claire Emslie

- Caroline Weir

2 reti
- Megi Doçi (2 rig.)
- Emma Koivisto

- Heidi Kollanen
- Cláudia Neto (1 rig.)

- Martha Thomas

1 rete
- Zylfije Bajramaj
- Luçije Gjini
- Suada Jashari
- Kristina Maksuti
- Emmi Alanen
- Kaisa Collin
- Adelina Engman
- Sanni Franssi

- Juliette Kemppi
- Natalia Kuikka
- Ria Öling
- Amanda Rantanen
- Eveliina Summanen
- Anna Westerlund
- Ana Borges
- Fátima Pinto

- Diana Silva
- Jéssica Silva
- Kirsty Hanson
- Rachel Corsie
- Erin Cuthbert
- Hannah Godfrey
- Christie Murray

1 autorete
- Arbiona Bajraktari (a favore della Scozia)
- Chara Charalambous (a favore del Portogallo)
- Natalia Kuikka (a favore dell'Albania)